# Haverhill (Massachusetts)
Haverhill település az Amerikai Egyesült Államok Massachusetts államában, Essex megyében. Lakosainak száma 67 787 fő (2020. április 1.).

## Közlekedés
A települést érinti az Amtrak egyik távolsági vasúti járata is, a Downeaster.

## Népesség
A település népességének változása:

| 2010 | 60 879 |
| 2020 | 67 787 |